# Cobham Training Centre
El Cobham Training Centre, comúnmente conocido como Cobham, es el campo de entrenamiento del Chelsea Football Club, ubicado en Stoke d'Abernon, Cobham, Surrey, en Inglaterra. El Chelsea comenzó a entrenar en este campo desde el 2005, aunque no fue oficialmente abierto sino hasta el 2007.

## Historia
Cuando Román Abramóvich compró al Chelsea FC en julio de 2003, la construcción de un campo de entrenamiento con instalaciones de primer mundo fue vista como un área importante de inversión. El Chelsea había usado el Campo de Entrenamiento de Harlington desde la década de los 70s, pero fue ocupado más tarde por el Imperial College y sus instalaciones fueron consideradas como obsoletas en comparación con las del Manchester United o del Arsenal FC. El entonces entrenador, José Mourinho, consideró el traslado del club a un campo de entrenamiento nuevo y moderno como un "significativo paso hacia adelante" en las ambiciones del club. Las licencias para la construcción del complejo fueron concedidas por el Consejo del Distrito de Elmbridge en septiembre de 2004. El club comenzó a ocupar este campo desde enero de 2005, mientras su construcción seguía en marcha, y las instalaciones fueron oficialmente inauguradas en julio de 2007. En 2008, durante la fase final del complejo, una Academia y un Pabellón de la Comunidad para las categorías juveniles, así como un área para Fundaciones Deportivas, fueron abiertas.

## Instalaciones
Con un costo de £20 millones, el centro de entrenamiento se encuentra sobre un terreno de 140 acres y, como un campus, alberga todas las categorías del club, desde el primer equipo hasta los equipos de reservas, juveniles y femenino. Incluye "lo último en formación, rehabilitación, salud, campos y medios de comunicación", y sus instalaciones incluyen 30 campos de fútbol —3 con calefacción subterránea y 6 con estándares de la Premier League—, un campo indoor de césped artificial, un estudio de televisión, una sala de prensa, un centro médico, piscinas de inmersión fría, un sauna, una sala de vapor, una piscina HydroWorx y una piscina de hidroterapia de 17 metros.
Como condición por recibir las licencias de construcción, ninguno de los edificios del complejo debía ser más alto que cualquiera que se encuentre en áreas circundantes. Por lo tanto, aproximadamente un tercio de las instalaciones se encuentran bajo tierra; un tragaluz fue construido para iluminar las habitaciones del sótano y reducir el uso de energía. El edificio principal tiene un techo de césped con el fin de mezclarse en su entorno y mejorar la calidad del aire. El agua de los alrededores se recolecta en un depósito para luego ser utilizada en el sistema de riego de los campos.

## Otros usos
Cobham ha albergado la Surrey Positive Mental Awareness League, una liga de fútbol especial para personas con problemas de salud mental. También ha albergado la Cobham Cup, un torneo internacional Sub-16 en el que han participado equipos como el River Plate de Argentina o el Bayern de Múnich de Alemania. En 2007, la Selección Olímpica China de Fútbol entrenó durante dos semanas en Cobham como preparación de cara a los Juegos Olímpicos de Pekín 2008. El club de fútbol Old Malvernians juega sus partidos como local en Cobham. El centro de entrenamiento también es utilizado por el Cobham Rugby Football Club.